# Lucius Marcius Censorinus (Konsul 149 v. Chr.)
Lucius Marcius Censorinus war ein römischer Politiker und Senator in der Mitte des zweiten Jahrhunderts v. Chr.
Gaius Marcius Censorinus war 160 v. Chr. kurulischer Ädil und ließ in dieser Funktion wahrscheinlich bei den ludi Romani die Hecyra des Terenz aufführen. Spätestens 152 v. Chr. erreichte er das Amt des Prätors. 149 v. Chr. wurde er schließlich an der Seite von Manius Manilius Konsul. Als Konsul kommandierte er während des dritten punischen Krieges die Flotte, während sein Amtskollege das Landheer befehligte. Vor Utica gehörte er zu denen, die den Plan erdachten, die Karthager zunächst zu entwaffnen und dann zum Verlassen der Stadt zu zwingen. Doch die Karthager verteidigten ihre Stadt verzweifelt, weder die Belagerung der Südseite noch mehrere kleinere Flottenoperationen im Sommer hatten durchschlagenden Erfolg. Im Herbst kehrte Marcius nach Rom zurück, um dort die Wahlen abzuhalten. Zwei Jahre später, 147 v. Chr., wurde er zum Zensor gewählt, Einzelheiten über die Zensur sind nicht überliefert. Censorinus war offenbar der griechischen Bildung gegenüber aufgeschlossen, der Gelehrte Kleitomachos widmete ihm eine seiner Schriften.